# Busverkehr Emsland-Mitte/Nord
Die Busverkehr Emsland-Mitte/Nord war eine Tarif- und Verkehrsgemeinschaft im nördlichen Landkreis Emsland in der Region Meppen und Papenburg.
Es existierte ein gemeinsamer Tarif für alle beteiligten Busunternehmen. Der Eisenbahnverkehr war nicht integriert.
Zum 1. August 2024 wurde der Emslandtarif für alle Busse im Landkreis eingeführt. Die Tarifgemeinschaft Busverkehr Emsland-Mitte/Nord entfiel damit.

## Verkehrsunternehmen
Folgende Verkehrsbetriebe waren in der Verkehrsgemeinschaft:
- Hermann Albers OHG, Neubörger
- Omnibusbetrieb R. Bittner GmbH u. Co. KG, Lingen (Ems)
- Elbert Reisen GmbH & Co. KG, Meppen
- Kalmer Reisen GmbH, Haselünne
- Richters Reisen GmbH, Nordhorn
- Wessels Omnibusverkehr, Twist